# Armada de Wrangel
La Armada de Wrangel fue el último remanente de la Flota del Mar Negro de la Armada Imperial Rusa y existió desde 1920 hasta 1924. Este escuadrón fue una unidad de movimiento blanco (anticomunista y contrarrevolucionario) durante la Guerra Civil Rusa. También se conocía como el Escuadrón Ruso (Русская Эскадра). Finalmente, el Ejército blanco ruso fue evacuado de Crimea.

## Historia
El 27 de marzo de 1920 con la caída de Novorosíisk, los últimos restos de las fuerzas del general Antón Denikin fueron confinadas en la península de Crimea y comandadas por el barón Piotr Wrangel. El 17 de noviembre de 1920, los bolcheviques capturaron el Istmo de Perekop y las fuerzas blancas fueron evacuadas a Constantinopla. La flota fue reorganizada bajo el mando del contralmirante Mikhail Alexandrovich Kedrov y los franceses le concedieron asilo. Esta se trasladó a Bizerta, en el protectorado francés de Túnez, en febrero de 1921 y fue internada allí bajo el mando del contralmirante Mikhail Berens. Además de las tripulaciones de los barcos, la comunidad rusa exiliada incluía a 4.500 refugiados civiles. 
El gobierno francés reconoció a la Unión Soviética en 1924 y entregó la propiedad de los barcos a los soviets. Una comisión técnica dirigida por Alexei Krylov llegó a Bizerta en diciembre y encontró los buques de guerra irreparables. Los barcos fueron vendidos como chatarra por el gobierno soviético. Muchos marineros de la flota se establecieron en Francia como emigrantes rusos blancos.